# Премия Багутта

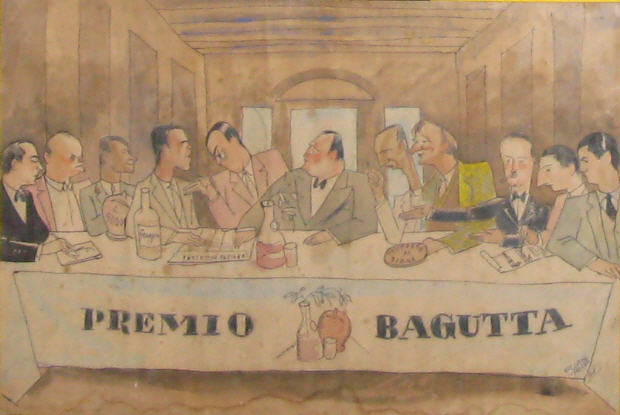
Шарж на учредителей премии Багутта

Премия Багутта (итал. Premio Bagutta) — литературная премия, учреждённая в Милане 11 ноября 1926 года.
Идея об учреждении премии родилась в ресторане Альберто Пепори на Вия Багутта в Милане, в котором частыми посетителями были представители творческой интеллигенции. Вокруг одного из них, писателя Риккардо Баккелли, образовался кружок единомышленников. Здесь за обедами и ужинами они обсуждали события литературной жизни. Опоздавшие и не явившиеся платили штраф. Сначала эти средства тратились на разные нужды компании, но потом появилась идея учредить литературную премию.
Вечером 11 ноября 1926 года, накануне дня Святого Мартина, 11 посетителей —  Риккардо Баккелли, Орио Вергани, Адольфо Франки, Паоло Монелли, Джино Скарпа, Марио Веллани Марки, Оттавио Стеффенини, Луиджи Бонелли, Марио Алессандрини, Антонио Веретти и Антонио Никкомеди, учредили литературную премию, образовав первое жюри. Из основателей двое были журналистами, двое художниками, один юристом, один драматургом, трое писателями и один денди. Премия получила название по месту своего учреждения.
Кроме Риккардо Баккелли и Паоло Монелли, другие учредители, сотрудничавшие с журналом «Литературная ярмарка», созданным и руководимым Умберто Фраккья, не были известны широкой публике.
С самого основания премии, она носила независимый характер. По этой причине, не желая подчиняться давлению со стороны фашистского режима, с 1937 по 1946 год премия не присуждалась.
Устав премии, записанный Адольфо Франки на листе бумаги («желтая карточка»), вскоре был размещен на стене в зале ресторана. В журнале «Литературная ярмарка» было дано объявление об учреждении премии для изданных в Италии в течение года произведений поэзии, художественной и научной прозы.
Президентами премии были Риккардо Баккелли, Эмилио Тадини, Марио Солдати. С 2005 года президентом премии является писатель Изабелла Босси Федриготти.

## Список лауреатов премии Багутта

### 1920-е годы
| Год  | Лауреат                                                               | Область   | Книга                                       | Издательство           | Сноска |
| ---- | --------------------------------------------------------------------- | --------- | ------------------------------------------- | ---------------------- | ------ |
| 1927 | Джованни Баттиста Анджолетти Giovanni Battista Angioletti (1896—1961) | Ломбардия | «Судный день» Il giorno del giudizio (1927) | Турин, Ribert          | [ 1 ]  |
| 1928 | Джованни Комиссо Giovanni Comisso (1895—1969)                         | Венеция   | «Люди моря» Gente di mare (1928)            | Милан, Fratelli Treves | [ 2 ]  |
| 1929 | Винченцо Кардарелли Vincenzo Cardarelli (1887—1959)                   | Лацио     | «Палящее солнце» Il sole a picco (1929)     | Милан, Mondadori       | [ 3 ]  |

### 1930-е годы
| Год  | Лауреат                                             | Область   | Книга                                                     | Издательство           | Сноска |
| ---- | --------------------------------------------------- | --------- | --------------------------------------------------------- | ---------------------- | ------ |
| 1930 | Джино Рокка Gino Rocca (1891—1941)                  | Ломбардия | «Последние были первыми» Gli ultimi furono i primi (1930) | Милан, Fratelli Treves | [ 4 ]  |
| 1931 | Джованни Титта Роза Giovanni Titta Rosa (1891—1972) | Абруццо   | «Отверстие в стене» Il varco nel muro (1931)              | Ланчано, Carabba       | [ 5 ]  |
| 1932 | Леонида Репачи Leonida Repaci (1898—1985)           | Калабрия  | «История братьев Рупе» Storia dei fratelli Rupe (1932)    | Милан, Ceschina        | [ 6 ]  |
| 1933 | Рауль Радиче Raul Radice (1902—1988)                | Ломбардия | «Смешная жизнь Коринны» Vita comica di Corinna (1933)     | Милан, Ceschina        | [ 7 ]  |
| 1934 | Карло Эмилио Гадда Carlo Emilio Gadda (1893—1973)   | Ломбардия | «Замок в Удине» Il castello di Udine (1934)               | Флоренция, Solaria     | [ 8 ]  |
| 1935 | Энрико Саккетти Enrico Sacchetti (1877—1967)        | Тоскана   | «Жизнь художника» Vita di artista (1935)                  | Милан, Fratelli Treves | [ 9 ]  |
| 1936 | Сильвио Негро Silvio Negro (1897—1959)              | Венеция   | «Малый Ватикан» Vaticano minore (1936)                    | Милан, Hoepli          | [ 10 ] |

### 1940-е годы
| Год  | Лауреат                                                                       | Область   | Книга                                                 | Издательство    | Сноска |
| ---- | ----------------------------------------------------------------------------- | --------- | ----------------------------------------------------- | --------------- | ------ |
| 1947 | Дарио Ортолани Dario Ortolani (1903—1980)                                     | Венеция   | «Белое солнце» Il sole bianco (1947)                  | Милан, Garzanti | [ 11 ] |
| 1948 | Пьер Антонио Кварантотти Гамбини Pier Antonio Quarantotti Gambini (1910—1965) | Пьемонт   | «Крейсерская волна» L'onda dell'incrociatore (1948)   | Турин, Einaudi  | [ 12 ] |
| 1949 | Джулио Конфалоньери Giulio Confalonieri (1896—1972)                           | Ломбардия | «Заключение художника» Prigionia di un artista (1949) | Милан, Genio    | [ 13 ] |

### 1950-е годы
| Год  | Лауреат                                               | Область        | Книга                                                         | Издательство      | Сноска |
| ---- | ----------------------------------------------------- | -------------- | ------------------------------------------------------------- | ----------------- | ------ |
| 1950 | Виталиано Бранкати Vitaliano Brancati (1907—1954)     | Сицилия        | «Красавец Антонио» Il bell'Antonio (1950)                     | Милан, Bompiani   | [ 14 ] |
| 1951 | Индро Монтанелли Indro Montanelli (1909—2001)         | Тоскана        | «Малый пантеон» Pantheon minore (1951)                        | Милан, Longanesi  | [ 15 ] |
| 1952 | Франческо Серантини Francesco Serantini (1889—1978)   | Эмилия-Романья | «Таверна говорящего кота» L'osteria del gatto parlante (1952) | Милан, Garzanti   | [ 16 ] |
| 1953 | Леонардо Боргезе Leonardo Borgese (1904—1986)         | Ломбардия      | «Первая любовь» Primo amore (1953)                            | Милан, Garzanti   | [ 17 ] |
| 1954 | Джузеппе Маротта Giuseppe Marotta (1902—1963)         | Кампания       | «Давай, посмотрим» Coraggio, guardiamo (1954)                 | Милан, Bompiani   | [ 18 ] |
| 1955 | Альфонсо Гатто Alfonso Gatto (1909—1976)              | Кампания       | «Сила глаз» La forza degli occhi (1955)                       | Милан, Mondadori  | [ 19 ] |
| 1956 | Джузеппе Ланца Giuseppe Lanza (1900—1988)             | Сицилия        | «Красное на озере» Rosso sul lago (1956)                      | Болонья, Cappelli | [ 20 ] |
| 1957 | Пьер Анджело Сольдини Pier Angelo Soldini (1910—1974) | Пьемонт        | «Солнце и флаги» Sole e bandiere (1957)                       | Милан, Ceschina   | [ 21 ] |
| 1958 | Лоренцо Монтано Lorenzo Montano (1893—1958)           | Венеция        | «Шаг человека» A passo d'uomo (1958)                          | Падуя, Rebellato  | [ 22 ] |
| 1959 | Итало Кальвино Italo Calvino (1923—1985)              | Тоскана        | «Рассказы» Racconti (1959)                                    | Турин, Einaudi    | [ 23 ] |

### 1960-е годы
| Год  | Лауреат                                        | Область               | Книга                                                          | Издательство         | Сноска |
| ---- | ---------------------------------------------- | --------------------- | -------------------------------------------------------------- | -------------------- | ------ |
| 1960 | Энрико Эмануэлли Enrico Emanuelli (1909—1967)  | Ломбардия             | «Один в Нью-Йорке» Uno di New York (1960)                      | Милан, Mondadori     | [ 24 ] |
| 1960 | Антонио Баролини Antonio Barolini (1910—1971)  | Венеция               | «Кротонские элегии» Elegie di Croton (1960)                    | Милан, Feltrinelli   | [ 25 ] |
| 1961 | Джорджо Виголо Giorgio Vigolo (1894—1983)      | Лацио                 | «Римские ночи» Le notti romane (1961)                          | Милан, Bompiani      | [ 26 ] |
| 1962 | Джузеппе Десси Giuseppe Dessì (1909—1977)      | Сардиния              | «Дезертир» Il disertore (1962)                                 | Милан, Feltrinelli   | [ 27 ] |
| 1963 | Оттьеро Оттьери Ottiero Ottieri (1924—2002)    | Лацио                 | «Готическая линия» La linea gotica (1963)                      | Милан, Bompiani      | [ 28 ] |
| 1964 | Томмазо Ландольфи Tommaso Landolfi (1908—1979) | Лацио                 | «Ничто не происходит» Rien va (1964)                           | Флоренция, Vallecchi | [ 29 ] |
| 1965 | Бьяджо Марин Biagio Marin (1891—1985)          | Фриули-Венеция-Джулия | «Время не на море» Il non tempo del mare (1965)                | Милан, Mondadori     | [ 30 ] |
| 1966 | Манлио Канконьи Manlio Cancogni (род. 1916)    | Эмилия-Романья        | «Линия из Томори» La linea del Tomori (1966)                   | Милан, Mondadori     | [ 31 ] |
| 1967 | Примо Леви Primo Levi (1919—1987)              | Пьемонт               | «Естественные истории» Storie naturali (1967)                  | Турин, Einaudi       | [ 32 ] |
| 1968 | Пьеро Кьяра Piero Chiara (1913—1986)           | Ломбардия             | «Дурак» Il balordo (1968)                                      | Милан, Mondadori     | [ 33 ] |
| 1969 | Никколо Туччи Niccolò Tucci (1908—1999)        | Тоскана               | «Атланты: боги и полубоги» Gli atlantici: dei e semidei (1969) | Милан, Garzanti      | [ 34 ] |

### 1970-е годы
| Год  | Лауреат                                           | Область   | Книга                                                               | Издательство         | Сноска |
| ---- | ------------------------------------------------- | --------- | ------------------------------------------------------------------- | -------------------- | ------ |
| 1970 | Альберто Виджевани Alberto Vigevani (1918—1999)   | Ломбардия | «Изобретение» L'invenzione (1970)                                   | Флоренция, Vallecchi | [ 35 ] |
| 1971 | Пьеро Гадда Конти Piero Gadda Conti (1902—1999)   | Ломбардия | «Страх» La paura (1971)                                             | Милан, Ceschina      | [ 36 ] |
| 1972 | Анна Банти Anna Banti (1895—1985)                 | Тоскана   | «Пишу вам из далекой страны» Je vous écris d'un pays lontain (1972) | Милан, Mondadori     | [ 37 ] |
| 1973 | Серджо Сольми Sergio Solmi (1899—1981)            | Пьемонт   | «Медитация на скорпиона» Meditazione sullo scorpione (1973)         | Милан, Adelphi       | [ 38 ] |
| 1974 | Джанни Челати Gianni Celati (род. 1937)           | Ломбардия | «Приключения Гвиццарди» Le avventure di Guizzardi (1974)            | Турин, Einaudi       | [ 39 ] |
| 1975 | Энцо Форчелла Enzo Forcella (1921—1999)           | Лацио     | «Празднование тридцатилетия» Celebrazione di un trentennio (1975)   | Милан, Mondadori     | [ 40 ] |
| 1976 | Марио Сольдати Mario Soldati (1906—1999)          | Пьемонт   | «Кривое зеркало» Lo specchio inclinato (1976)                       | Милан, Mondadori     | [ 41 ] |
| 1977 | Сандро Пенна Sandro Penna (1906—1977)             | Умбрия    | «Странности» Stranezze (1977)                                       | Милан, Garzanti      | [ 42 ] |
| 1978 | Карло Кассола Carlo Cassola (1917—1987)           | Лацио     | «Человек и собака» L'uomo e il cane (1978)                          | Милан, Rizzoli       | [ 43 ] |
| 1979 | Марио Ригони Стерн Mario Rigoni Stern (1921—2008) | Венеция   | «История Тёнле» Storia di Tönle (1979)                              | Турин, Einaudi       | [ 44 ] |

### 1980-е годы
| Год  | Лауреат                                         | Область               | Книга                                                                      | Издательство       | Сноска |
| ---- | ----------------------------------------------- | --------------------- | -------------------------------------------------------------------------- | ------------------ | ------ |
| 1980 | Джованни Маккья Giovanni Macchia (1912—2001)    | Апулия                | «Ангел ночи» L'angelo della notte (1980)                                   | Милан, Rizzoli     | [ 45 ] |
| 1981 | Пьетро Читати Pietro Citati (род. 1930)         | Тоскана               | «Краткая жизнь Катерины Мансфилд» Breve vita di Katherine Mansfield (1981) | Милан, Rizzoli     | [ 46 ] |
| 1982 | Витторио Серени Vittorio Sereni (1913—1983)     | Ломбардия             | «Музыкант из Сент-Мэрри» Il musicante di Saint-Merry (1982)                | Турин, Einaudi     | [ 47 ] |
| 1983 | Джорджо Бассани Giorgio Bassani (1916—2000)     | Эмилия-Романья        | «В рифму и без» In rima e senza (1983)                                     | Милан, Mondadori   | [ 48 ] |
| 1984 | Наталия Гинзбург Natalia Ginzburg (1916—1991)   | Сицилия               | «Семья Мандзони» La famiglia Manzoni (1984)                                | Турин, Einaudi     | [ 49 ] |
| 1985 | Франческа Дуранти Francesca Duranti (род. 1935) | Лигурия               | «Дом на лунном озере» La casa sul lago della luna (1985)                   | Милан, Rizzoli     | [ 50 ] |
| 1986 | Леонардо Шаша Leonardo Sciascia (1906—1999)     | Сицилия               | «Малые хроники» Cronachette (1986)                                         | Палермо, Sellerio  | [ 51 ] |
| 1987 | Клаудио Магрис Claudio Magris (род. 1939)       | Фриули-Венеция-Джулия | «Дунай» Danubio (1987)                                                     | Милан, Garzanti    | [ 52 ] |
| 1988 | Лучано Эрба Luciano Erba (1922—2010)            | Ломбардия             | «Метафизический водитель трамвая» Il tranviere metafisico (1988)           | Милан, Scheiwiller | [ 53 ] |
| 1989 | Луиджи Менегелло Luigi Meneghello (1922—2007)   | Венеция               | «Опять!» Bau-sète! (1989)                                                  | Милан, Rizzoli     | [ 54 ] |

### 1990-е годы
| Год  | Лауреат                                              | Область        | Книга                                                                                                 | Издательство               | Сноска |
| ---- | ---------------------------------------------------- | -------------- | --- | -------------------------- | ------ |
| 1990 | Флёр Йегги Fleur Jaeggy (род. 1940)                  | Ломбардия      | «Благословенные годы наказания» I beati anni del castigo (1989)                                       | Милан, Adelphi             | [ 55 ] |
| 1991 | Ливио Гарцанти Livio Garzanti (1921—2015)            | Ломбардия      | «Жестокий моряк» La fiera navigante (1990)                                                            | Милан, Garzanti            | [ 56 ] |
| 1992 | Джорджо Бокка Giorgio Bocca (1920—2011)              | Ломбардия      | «Провинциал. Шестидесятилетие итальянской жизни» Il provinciale. Settant'anni di vita italiana (1991) | Милан, Mondadori           | [ 57 ] |
| 1993 | Джованни Джудичи Giovanni Giudici (1924—2011)        | Лигурия        | «Поэзия (1953—1990)» Poesie (1953—1990) (1991)                                                        | Милан, Garzanti            | [ 58 ] |
| 1994 | Альберто Арбазино Alberto Arbasino (род. 1930)       | Ломбардия      | «Братья Италии» Fratelli d'Italia (1993)                                                              | Милан, Adelphi             | [ 59 ] |
| 1995 | Даниэле Дель Джудиче Daniele Del Giudice (род. 1949) | Лацио          | «Снимая тень с земли» Staccando l'ombra da terra (1994)                                               | Турин, Einaudi             | [ 60 ] |
| 1996 | Раффаэлло Бальдини Raffaello Baldini (1924—2005)     | Эмилия-Романья | «Для вывода» Ad nota (1995)                                                                           | Милан, Mondadori           | [ 61 ] |
| 1997 | Серджо Ферреро Sergio Ferrero (1926—2008)            | Пьемонт        | «Глаза отца» Gli occhi del padre (1996)                                                               | Милан, Mondadori           | [ 62 ] |
| 1998 | Джованни Рабони Giovanni Raboni (1932—2004)          | Ломбардия      | «Вся поэзия (1951—1993)» Tutte le poesie (1951—1993) (1998)                                           | Милан, Garzanti            | [ 63 ] |
| 1999 | Фабио Карпи Fabio Carpi (род. 1925)                  | Ломбардия      | «Сшитый из лоскутов» Patchwork (1998)                                                                 | Турин, Bollati Boringhieri | [ 64 ] |

### 2000-е годы

Фото лауреатов премии Багутта
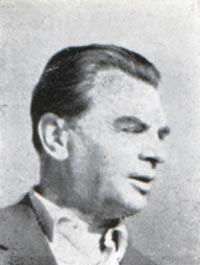
Джованни Баттиста Анджолетти
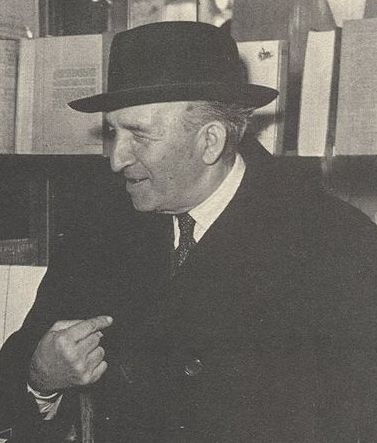
Винченцо Кардарелли
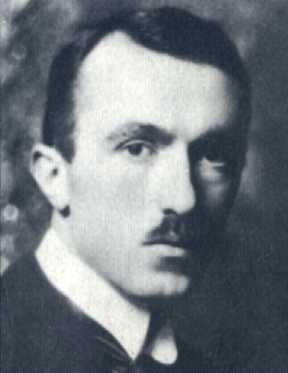
Карло Эмилио Гадда
Сильвио Негро
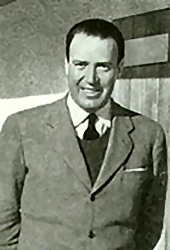
Антонио Кварантотти Гамбини
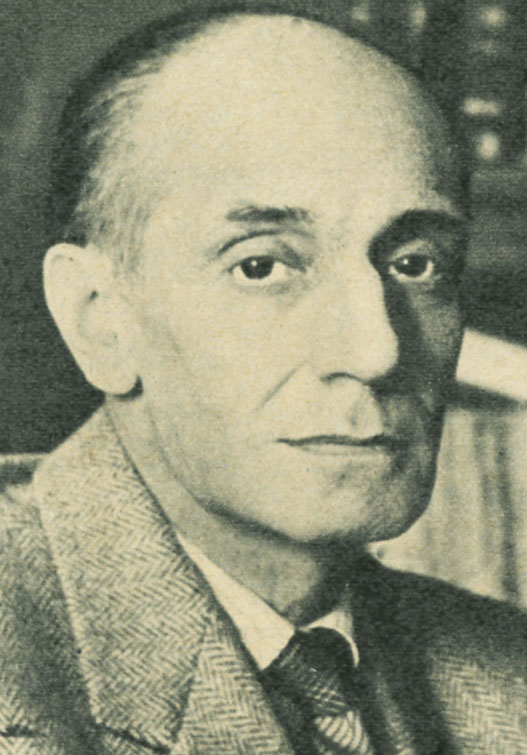
Джулио Конфалоньери
Джузеппе Маротта
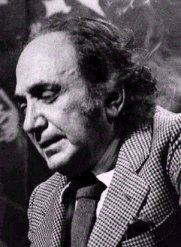
Альфонсо Гатто
Лоренцо Монтано
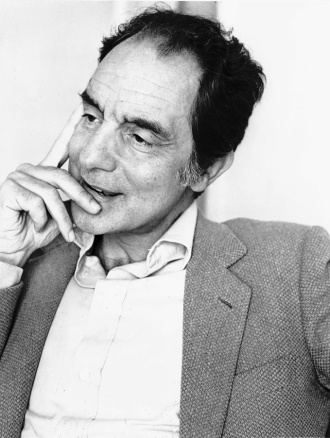
Итало Кальвино
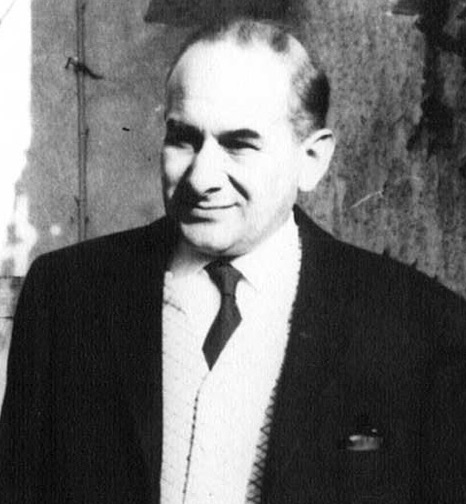
Антонио Баролини
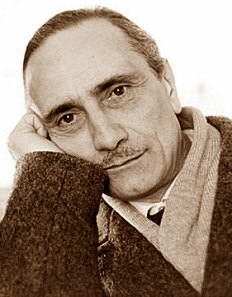
Томмазо Ландольфи